# 685 v. Chr.
Portal Geschichte | Portal Biografien | Aktuelle Ereignisse | Jahreskalender | Tagesartikel

◄ |
8. Jahrhundert v. Chr. |
7. Jahrhundert v. Chr. |
6. Jahrhundert v. Chr. |
►

◄ | 700er v. Chr. | 690er v. Chr. | 680er v. Chr. | 670er v. Chr. |
660er v. Chr. |
►

◄◄ | ◄ | 688 v. Chr. | 687 v. Chr. | 686 v. Chr. | 685 v. Chr. |
684 v. Chr. |
683 v. Chr. |
682 v. Chr. |
► |
►►